# バルト・マイイェルス
バルト・マイイェルス（Bart Meijers、1997年1月10日）は、オランダ・ブレダ出身のサッカー選手。FCペトロルル・プロイェシュティ所属。ポジションはDF。

## クラブ経歴
2017年2月24日、エールステ・ディヴィジのFCフォレンダム戦でプロデビューを果たした。